# Hemibrycon jelskii

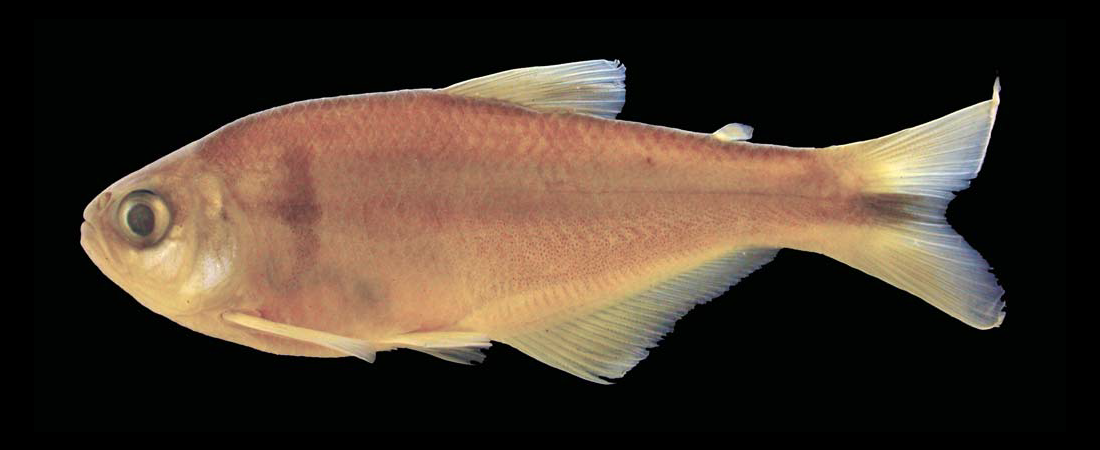
Fotografia d'un especimen de Hemibrycon jelskii.

Hemibrycon jelskii és una espècie de peix de la família dels caràcids i de l'ordre dels caraciformes.

## Morfologia
- Els mascles poden assolir 4 cm de llargària total.[5]

## Hàbitat
Viu en zones de clima tropical.

## Distribució geogràfica
Es troba a Sud-amèrica: conca del riu Remac (prop de Lima, Perú).